# Limmatplatz

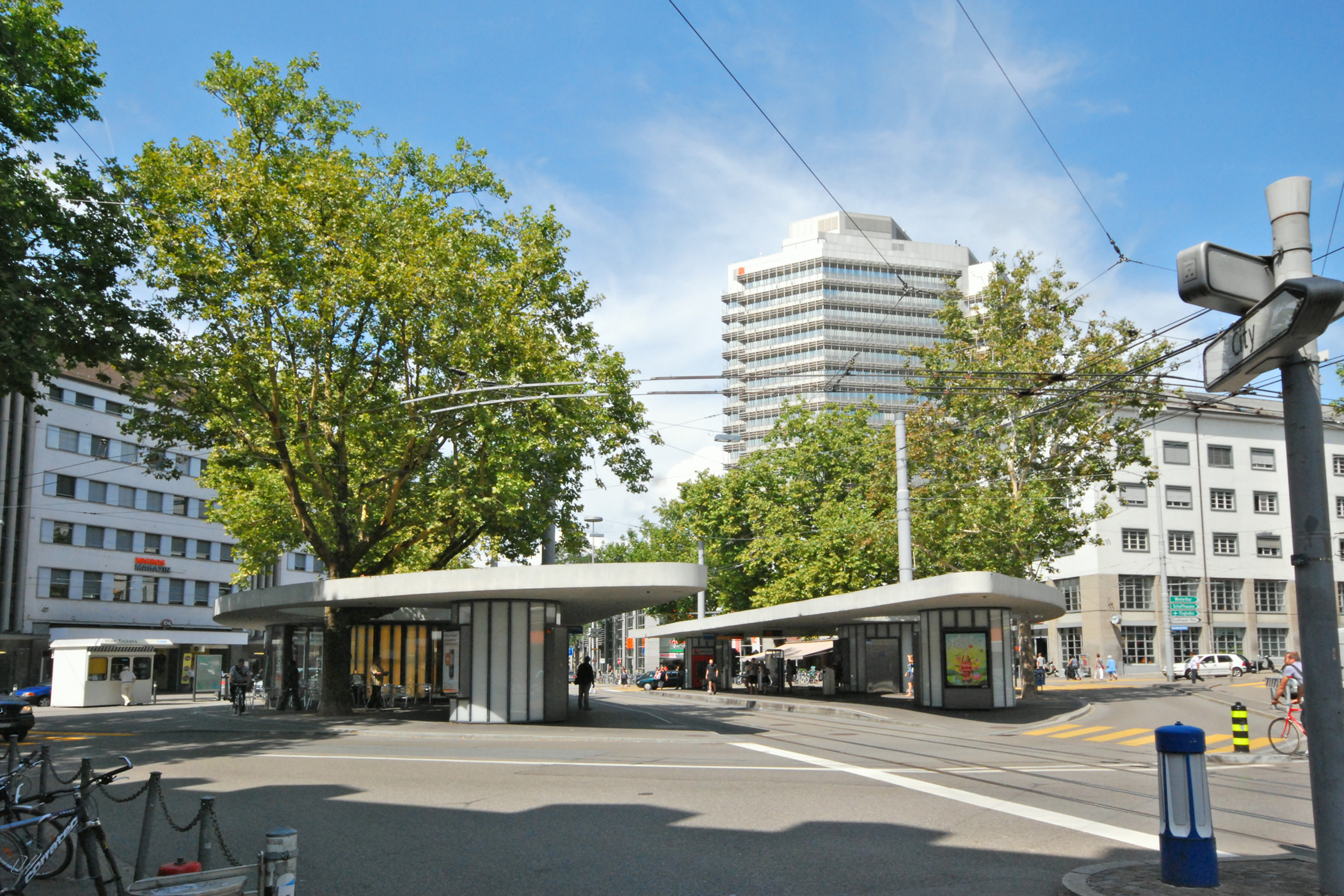
Limmatplatz im Sommer 2009

Der Limmatplatz ist ein Platz im Industriequartier in Zürich. Er ist der Knotenpunkt der Limmatstrasse und Ende der Langstrasse, sowie der Beginn der Kornhausbrücke. Der Platz wurde um 1900 von Arnold Bürkli angelegt. Die Grundzüge bestehen aus einem Quadrat, das 45° verschoben zu den rechtwinklig kreuzenden Strassen angelegt wurde.

## Verkehr
Der Limmatplatz ist die Haltestelle der Tramlinien 4, 13 und 17, die auf der Limmatstrasse verkehren, und der Buslinie 32, die von der Langstrasse in Richtung Kornhausbrücke fährt. Es verkehren täglich durchschnittlich 28'000 Fahrgäste des öffentlichen Verkehrs über diese Haltestelle.
Der Limmatplatz ist für den Strassenverkehr nicht in alle Richtungen befahrbar. Aufgrund von Verkehrsberuhigungsmassnahmen in den 1980er Jahren ist die Verbindung der Limmatstrasse am Limmatplatz unterbrochen. Von der Limmatstrasse kann auf einer Seite nur in die Langstrasse hineingefahren werden und von der anderen Seite auf die Kornhausbrücke. Nur der Verkehr von der Langstrasse kommend hat die Möglichkeit, alle Abzweigungen zu nehmen. Von der Kornhausbrücke her kommende Autos können entweder in die Limmatstrasse Richtung Escher-Wyss-Platz einbiegen oder der Langstrasse entlangfahren.
Am 4. Februar 1979 wurde ein neues Verkehrskonzept für den Kreis 5 vorgestellt, in dem einige Änderungen für den Limmatplatz bereits geplant waren. Das Konzept sah aber noch weitere Beschränkungen vor, die nicht umgesetzt wurden.

## Gebäude

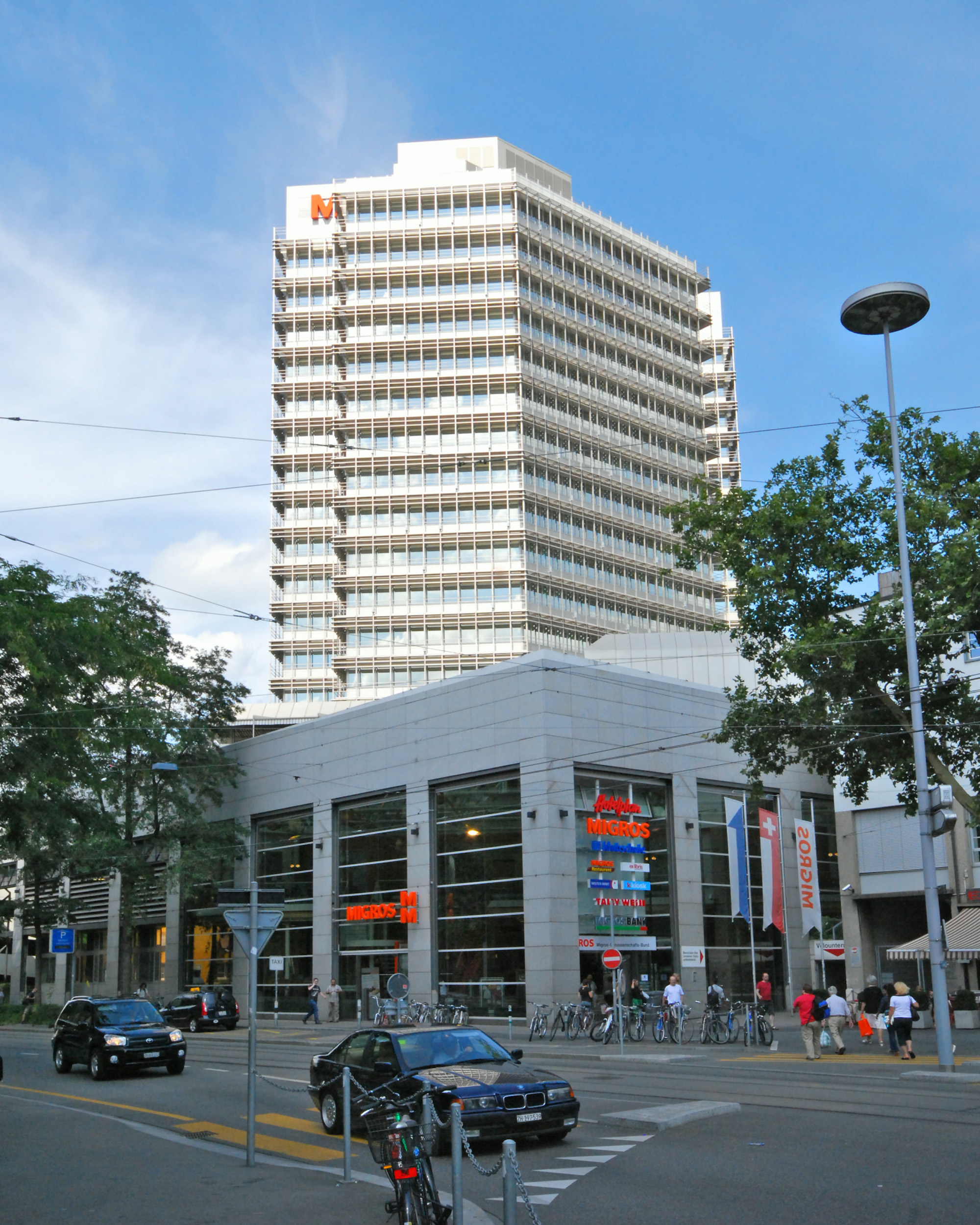
Gebäude des Migros-Genossenschafts-Bunds am Limmatplatz

Dominierendes Gebäude am Limmatplatz ist das Migros-Hochhaus, das Büroräumlichkeiten, ein Restaurant und einen Migros-Einkaufsladen beinhaltet. Weitere Läden befinden sich in den umliegenden Gebäuden direkt am Limmatplatz. Am Anfang der Kornhausbrücke befinden sich auf der linken und rechten Seite Gebäude aus den 1930er Jahren, die heute als Schulgebäude der Berufsschule verwendet werden. Am Limmatplatz gibt es mehrere Cafés, das bekannteste war das «El Greco». Nach dessen Schliessung zog ein anderes Café dort ein. 
In der Nähe, in Richtung Hauptbahnhof, steht das denkmalgeschützte Limmathaus aus dem Jahr 1930. Es beinhaltet Wohnungen, die Poststelle Industriequartier sowie die Konzertbühnen und Dancefloors, ein Hotel und ein Restaurant. Angebaut ist das Limmathaus an die reformierte Johanneskirche aus dem Jahr 1898.

## Geschichte
Die ersten Gebäude entstanden um 1881, und 1882 wurde das Kornhaus von der Platzpromenade hierher verlegt. Die Stadt genehmigte 1883 die Baulinien für die Gebäude und legte 1890 am Platzrand die ersten Trottoirs an. Durch den Bau der Strassenbahn musste der Platz 1898 erneut umgebaut werden. Die heutige Gestalt erhielt der Platz 1930 infolge des Baus der Kornhausbrücke.

### Heroinszene in den 1990er Jahren
Der Limmatplatz rückte in den 1990er Jahren in den Fokus der Heroinszene. Nach der Räumung des Platzspitzes am 4. Februar 1992 verschob sich die Szene auf die andere Seite der Limmat zum stillgelegten Bahnhof Letten. Das Lettenareal ist über eine Fussgängerbrücke, dann über einen Fussgängerstreifen über das Sihlquai und schliesslich nahe dem Berufsschulgebäude eine Treppe die Kornhausbrücke hoch mit dem Limmatplatz per kurzem Fussweg verbunden. Deshalb verkehrten die Heroinsüchtigen und Dealer sehr häufig über den nahegelegenen Limmatplatz und die Süchtigen spritzen sich das Heroin auf der Treppe vor dem Schulgebäude. Die Heroinszene griff so direkt in den Alltag vieler Personen ein, die über diesen Platz verkehren mussten oder dort zur Schule oder Arbeit gingen. Dieser Umstand führte zu massivem Protest in der Bevölkerung und gab der Forderung nach einer Heroinabgabe an Schwerstabhängige den entscheidenden Durchbruch. 1994 fanden erstmals in der Stadt Zürich Versuche mit der kontrollierten Heroinabgabe statt. Im Februar 1995 wurde die offene Heroinszene am Letten geräumt und konnte durch das neue Vier-Säulen-Prinzip (Prävention, Repression, Therapie und Überlebenshilfe/Schadensbegrenzung = Heroinabgabe) in den nachfolgenden Jahren verhindert werden.

### Neugestaltung

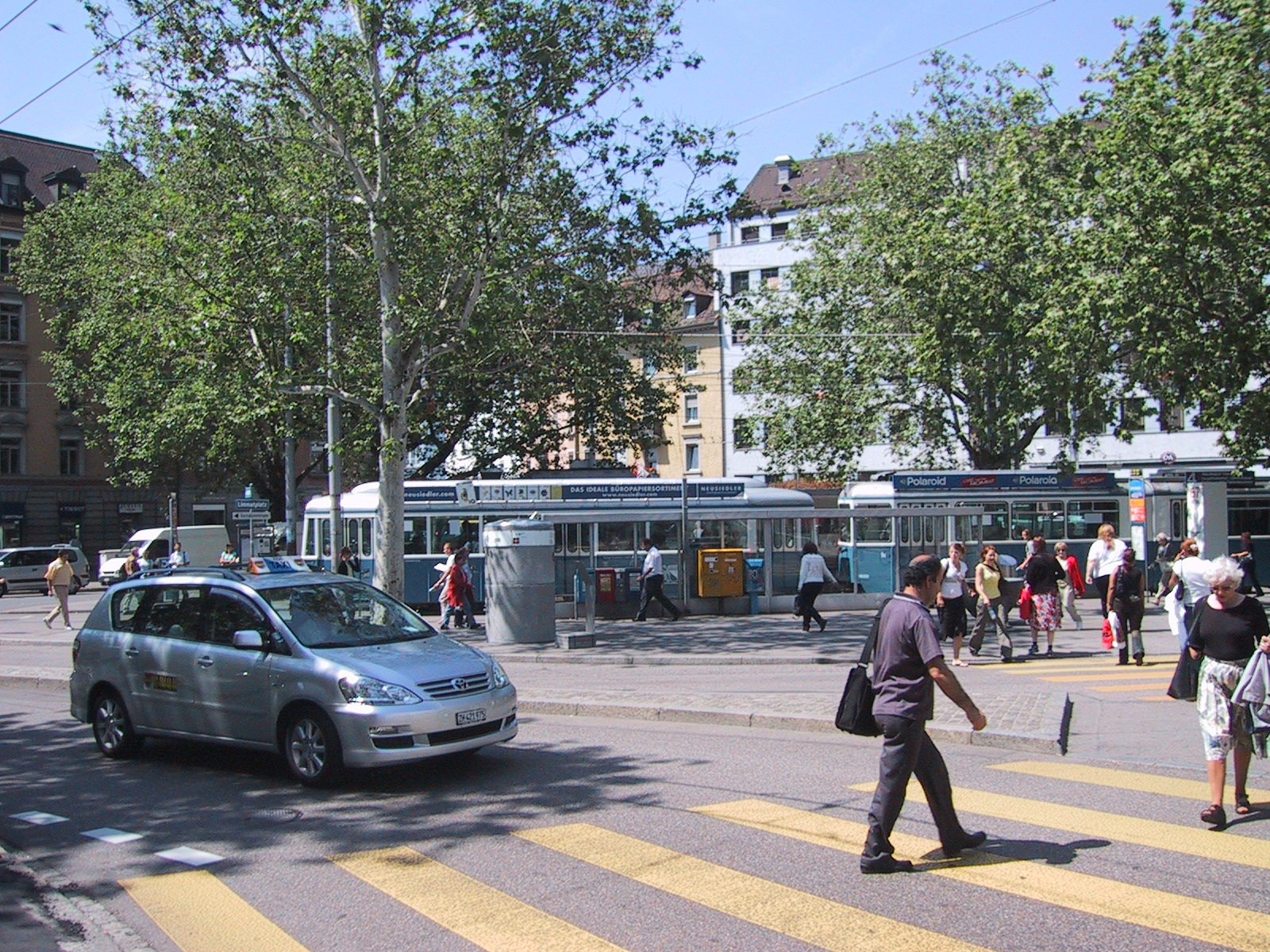
Limmatplatz vor der Neugestaltung

Im Mai 2007 wurde der Platz neu gestaltet. Der Vorgängerbau auf der Traminsel langstrassenseitig aus dem Jahr 1942 war ein kleines Kioskhäuschen mit integrierten Toiletten und einem in den 1990er Jahren eingerichteten Imbissstand. Auf der Seite der Kornhausbrücke gab es einen einfachen Unterstand. Die Architekten Lorenz Baumann und Alain Roserens entwarfen ein offeneres Platzkonzept. Zwei massive Betondecken bilden je ein halbrundes Dach auf jeder Seite der Tramhaltestelle. Sie sind durchbrochen, lassen so Licht auf den Platz und geben Raum für die grossen Platanen auf dem Platz. Getragen werden die Dächer von unterschiedlich grossen zylindrischen Körpern aus Stahl und Glas, manche sind rundherum mit vertikalen Leuchten bestückt. Die Körper haben unterschiedliche zusätzliche Aufgaben und beherbergen beispielsweise einen Verkaufsautomat, einen Bankomat und eine Toilette. Ebenso dienen sie als Werbeflächen für Plakate, die in Schaukästen untergebracht werden können. Im grössten Glaskörper auf der Seite Langstrasse sind ein Kiosk und eine Cafébar untergebracht.